# Numero di Grashof
Il numero di Grashof è un gruppo adimensionale utilizzato nei fenomeni di trasporto per caratterizzare la trasmissione del calore per convezione naturale.

## Interpretazione fisica
Esso è dato dal rapporto delle forze di galleggiamento e delle forze viscose di un fluido.
Viene generalizzato dal numero di Hagen.

## Definizione matematica
Può essere espresso nella forma:
{\displaystyle \mathrm {Gr} ={\frac {F_{V}}{F_{\mu }}}={\frac {gd^{3}\rho \,\Delta \rho }{\mu ^{2}}}=gd^{3}{\frac {\frac {\Delta \rho }{\rho }}{\left({\frac {\mu }{\rho }}\right)^{2}}}={\frac {gd^{3}\beta (T_{s}-T_{\infty })}{\nu ^{2}}}}
in cui:
- g è l'accelerazione di gravità;
- d è una lunghezza caratteristica del corpo;
- ρ rappresenta la densità del fluido e Δρ rappresenta la sua variazione;
- μ rappresenta la viscosità dinamica;
- β è il coefficiente di dilatazione termica
- Ts è la temperatura della sorgente calda (temperatura di parete);
- T∞ è la temperatura asintotica;
- ν è la viscosità cinematica.

Data la sua forma, al numeratore  sono presenti tutte le grandezze che contribuiscono al moto, mentre al denominatore quelle che vi si oppongono. Per questo il numero di Grashof è utile a comprendere i moti convettivi naturali del fluido studiato.
In particolare Gr è proporzionale al cubo della lunghezza caratteristica del corpo, per questo motivo quindi il moto del fluido dipende proprio dalla dimensione caratteristica considerata in quanto se Gr < 2000 il fluido è fermo, la potenza termica è scambiata solo per conduzione, se invece Gr > 2000 il fluido è in moto, quindi la potenza termica si trasferisce per convezione.
La differenza tra queste due situazioni si può notare dalla legge stessa della trasmissione di potenza termica nei due diversi casi:
{\textstyle {\dot {Q}}=\lambda A\cdot {\frac {\Delta T}{s}}}
nel caso di fluido stazionario e
{\textstyle {\dot {Q}}=Nu\cdot \lambda A\cdot {\frac {\Delta T}{s}}}
nel caso di fluido in moto, in cui:
- {\displaystyle {\dot {Q}}} è la potenza termica scambiata;
- Nu è il numero di Nusselt;
- {\displaystyle \lambda } è il coefficiente di conducibilità termica tipico del materiale;
- A è l'area della superficie presa in esame;
- {\displaystyle \Delta T} è la differenza di temperatura tra i due lati della superficie (è la forza motrice della trasmissione di potenza termica);
- s è lo spessore della superficie.

Si può quindi notare come i due casi differiscano tra loro solamente per il numero di Nusselt, motivo per cui nel caso di fluido stazionario, e quindi di conduzione, si può assumere il valore di quest'ultimo pari ad 1.

## Applicazioni
In combinazione con il numero di Reynolds forma il numero di Richardson (Ri), il quale costituisce un importante criterio di discrimine tra convezione forzata, naturale o mista. In particolare, essendo
{\displaystyle \mathrm {Ri} ={\frac {\mathrm {Gr} }{\mathrm {Re} ^{2}}}}
- se Ri ≫ 1 il trasporto convettivo è di tipo naturale;
- se Ri ≈ 1 si è in regime di convezione mista;
- se Ri ≪ 1 si è in regime di convezione forzata.

Inoltre, nel caso di convezione naturale, con il numero di Prandtl è utile a ricavare il numero di Rayleigh
{\displaystyle Ra=Gr\cdot Pr}
altro gruppo adimensionale utile a ricavare il numero di Nusselt
{\displaystyle Nu=a\cdot Ra^{b}}
con il quale è possibile calcolare il coefficiente di proporzionalità da applicare per poter invocare il teorema di Buckingham.